# Dieterich’sche Verlagsbuchhandlung
Die Dieterich’sche Verlagsbuchhandlung ist ein deutscher Verlag, heute mit Sitz in Mainz.

## Geschichte

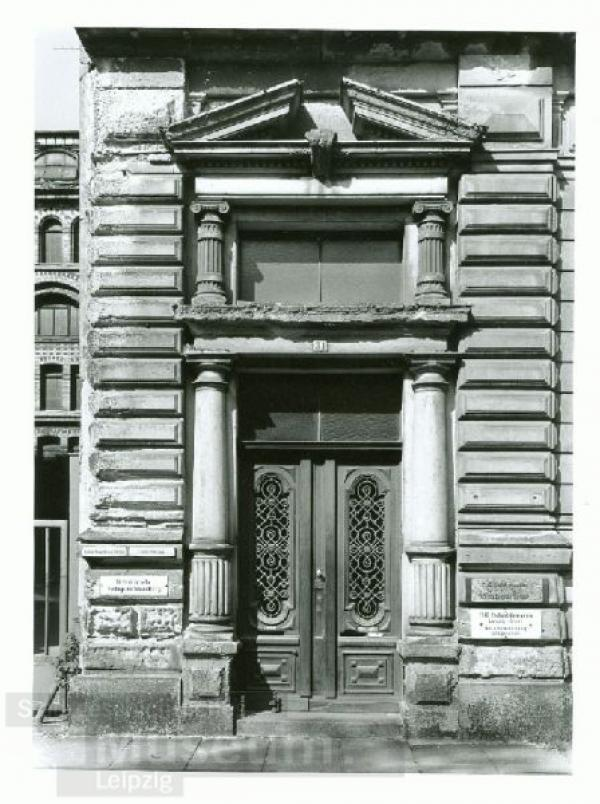
Die Villa Schröder beherbergte zu DDR-Zeiten die Dieterich’sche Verlagsbuchhandlung, den Insel Verlag (DDR-Teil) und den „Kiepenheuer Verlag“, siehe auch die entsprechenden Namensschilder neben der Tür (Aufnahme von Gerhard Hopf von 1990).

Die Dieterich’sche Verlagsbuchhandlung geht auf Johann Christian Dieterich zurück, der 1752 in Gotha eine Buchhandlung übernahm. 1760 eröffnete er eine Filiale in Göttingen, wo er 1765 Universitätsbuchhändler wurde und 1770 der Buchhandlung eine Druckerei angliederte. 1776 übersiedelte er ganz nach Göttingen. Zu seinen Autoren gehörten Georg Christoph Lichtenberg, Christian Gottlob Heyne, Johann Tobias Mayer und weitere Göttinger Gelehrte. 
Nach dem Tod von Johann Christian Dieterich gingen Buchhandlung und Verlag in den Besitz von dessen Sohn Heinrich Dieterich (1761–1831) über, der das Unternehmen jedoch in eine finanzielle Krise führte. 1824 übernahm dessen Sohn Hermann Dieterich (1797–1847) den Verlag. 1847 wurde er an Wilhelm Vogel, einen Sohn von Friedrich Christian Vogel, in Leipzig und Friedrich Schlemmer (1799–1878) aus Bayreuth verkauft, die jedoch 1865 in Insolvenz gingen. Die Druckerei wurde abgetrennt, 1886 Buchhandlung und Antiquariat verselbständigt. Der bis dahin ruhende Verlag wurde 1897 von Theodor Weicher erworben und 1898 nach Leipzig verlegt, wo er als Dieterich’sche Verlagsbuchhandlung Theodor Weicher fortgeführt wurde.
1916 musste Weicher den Verlag nach Zahlungsunfähigkeit an Max Hofmann (1886–1967) verkaufen, 1917 kam als gleichberechtigter Inhaber Max Heinemann (1882–1944) hinzu. Anfang 1928 mussten die beiden aus wirtschaftlichen Gründen den Verlag an das Leipziger Kommissionshaus Carl Friedrich Fleischer verkaufen. Dessen Inhaber Wilhelm Klemm, gleichzeitig geschäftsführender Gesellschafter des Verlags Alfred Kröner, führte den Verlag weiter. Heinemann blieb weiter im Verlag tätig, Hoffmann gründete einen eigenen Verlag aus der geographischen Abteilung der Dieterisch’schen Verlagsbuchhandlung. 1937 wurde Rudolf Marx (1899–1990), der zuvor im Kröner-Verlag tätig war, Mitinhaber. Im gleichen Jahr begannen Klemm und Marx die Herausgabe der Sammlung Dieterich, die sich während der Zeit des Nationalsozialismus mit ihren philosophisch, kulturgeschichtlich und literarisch wertvollen Bänden der humanistischen Tradition verpflichtet fühlte. Nach dem Ausschluss von Klemm aus der Reichsschrifttumskammer 1938 und damit Berufsverbot führte Marx den Verlag alleine weiter. In der Sammlung Dieterich erschienen bis 1944 insgesamt 65 Bände, danach musste der Verlag aufgrund der Kriegszerstörungen seine Arbeit einstellen.
Nach Ende des Zweiten Weltkriegs existierte der Verlag und die Sammlung Dieterich in geteilter Form weiter: Rudolf Marx führte den Verlag in Leipzig weiter, die Leipziger Bände der Reihe wurden in der DDR weiterhin von Marx betreut, 1977 wurde der Verlag in den Gustav Kiepenheuer Verlag eingegliedert. Wilhelm Klemm übersiedelte 1945 nach Wiesbaden und setzte hier seine verlegerische Tätigkeit fort, er veröffentlichte dort noch 18 Bände. In finanziellen Schwierigkeiten musste er 1955 die in seiner Verantwortung verbliebenen Bände der Sammlung Dieterich an den Carl Schünemann Verlag in Bremen verkaufen. Die Dieterich’sche Verlagsbuchhandlung in Wiesbaden ruhte seit 1956.
1982 erfolgte die Wiederbegründung der Dieterich’schen Verlagsbuchhandlung in Mainz durch Alfred Klemm, Chemiker und Sohn Wilhelm Klemms. Geleitet wurde der Verlag von seiner Frau Hannelore Klemm († 2014), Nachfolgerin wurde die Tochter Imma Klemm-Ortheil, Ehefrau von Hanns-Josef Ortheil. Der philosophisch-weltoffene Geist Lichtenbergs und der Anspruch der Sammlung Dieterich waren die Leitideen, die im Blick auf die Rolle des Buches im ausgehenden 20. und beginnenden 21. Jahrhunderts neu auszulegen waren. Galt der erste, 1985 erschienene Band des neuen Verlagsprogramms noch dem von Wilhelm Klemm zusammengetragenen Hausschatz deutscher Lyrik, so spannte man bereits mit dem zweiten Band den Bogen bis nach Japan.

## Archiv
Der in Leipzig befindliche Teil des Archivs der Dieterich’schen Verlagsbuchhandlung steht als Bestandteil des Archivs des Gustav Kiepenheuer Verlags Leipzig als National wertvolles Archiv unter Kulturgutschutz. Das Archivgut befindet sich seit 1996 als Depositum im Sächsischen Staatsarchiv Leipzig.